# Gare de Saint-Pierre-le-Moûtier
Gare de Saint-Pierre-le-Moûtier vasútállomás Franciaországban, Saint-Pierre-le-Moûtier településen.

## Vasútvonalak
Az állomást az alábbi vasútvonalak érintik:
- Moret–Lyon-vasútvonal

## Kapcsolódó állomások
A vasútállomáshoz az alábbi állomások vannak a legközelebb:
- Gare de Chantenay-Saint-Imbert (Lyon-Perrache pályaudvar)
- Gare de Saincaize (Gare de Moret - Veneux-les-Sablons)